# Gentianella asyneumoides
Gentianella asyneumoides là một loài thực vật có hoa trong họ Long đởm. Loài này được Riedl mô tả khoa học đầu tiên năm 1962.